# Sainte-Foy-Tarentaise
Sainte-Foy-Tarentaise är en kommun i departementet Savoie i regionen Auvergne-Rhône-Alpes i sydöstra Frankrike. Kommunen ligger i kantonen Bourg-Saint-Maurice som tillhör arrondissementet Albertville. År 2022 hade Sainte-Foy-Tarentaise 690 invånare.

## Befolkningsutveckling
Antalet invånare i kommunen Sainte-Foy-Tarentaise
| Referens: INSEE |